# Murphy Jensen
Murphy Jensen (Ludington, 30 ottobre 1968) è un ex tennista statunitense.

## Carriera
Nella specialità del doppio ottiene i suoi migliori risultati, tra i professionisti vince infatti quattro titoli (tra cui spicca il Roland Garros 1993 insieme al fratello Luke) e raggiunge la diciassettesima posizione mondiale.
Si è fatto conoscere da una grande fetta di pubblico grazie alla capacità di servire senza problemi sia con la mano destra che con la sinistra e per l'abbigliamento e le acconciature appariscenti usate.

## Statistiche

### Doppio

#### Vittorie (4)
| Legenda                                                       |
| Grande Slam (1)                                               |
| Tennis Masters Cup / ATP World Tour Finals (0)                |
| Masters Series / ATP World Tour Master 1000 (0)               |
| ATP International Series Gold / ATP World Tour 500 Series (1) |
| ATP International Series / ATP World Tour 250 Series (2)      |

| Numero | Data           | Torneo                                      | Superficie  | Compagno    | Avversari in finale                | Punteggio     |
| 1.     | 7 giugno 1993  | Open di Francia, Parigi                     | Terra rossa | Luke Jensen | Marc-Kevin Goellner David Prinosil | 6–4, 6–7, 6–4 |
| 2.     | 26 giugno 1995 | Nottingham Open, Nottingham                 | Erba        | Luke Jensen | Patrick Galbraith Danie Visser     | 6–3, 5–7, 6–4 |
| 3.     | 26 agosto 1996 | Pilot Pen Tennis, Long Island               | Cemento     | Luke Jensen | Hendrik Dreekmann Aleksandr Volkov | 6–3, 7–6      |
| 4.     | 21 giugno 1997 | Legg Mason Tennis Classic, Washington, D.C. | Cemento     | Luke Jensen | Neville Godwin Fernon Wibier       | 6–4, 6–4      |